# Burg Falkenstein (Bad Herrenalb)
Die Burg Falkenstein ist eine abgegangene hochmittelalterliche Höhenburg auf dem gleichnamigen Felsen am Westrand des Tals der Alb über der heutigen Stadt Bad Herrenalb im baden-württembergischen Landkreis Calw.

## Geschichte
Die Burg wurde im frühen 12. Jahrhundert von den Herren von Eberstein im unbesiedelten Albtal errichtet. Die Burgen der damaligen Zeit dienten als Herrschaftszentrum zur Erschließung der umliegenden Region. Mit der Gründung des Zisterzienserklosters Herrenalb Mitte des 12. Jahrhunderts verlor die Burg Falkenstein diese Funktion. Vermutlich wurde sie schon zu dieser Zeit wieder aufgegeben und die Mauersteine beim Klosterbau verwendet.
Von der Burg auf dem heutigen Aussichtsfelsen sind noch Reste des Halsgrabens und des Schildwalls erkennbar.